# 트린역
트린역(Trin)은 스위스 그라우뷘덴주에 있는 래티셰 철도의 라이헤나우-타민스-디젠티스/무쉬테선에 있는 역이다. 이 역은 루이놀타 또는 라인 협곡을 통과하는 철도의 경치 좋은 통로에 있는 포더라인강 옆에 위치하고 있다. 트린 마을은 북쪽으로 약 3km, 역보다 약 250m 높이에 있지만, 역은 트린 시의 강의 북쪽 제방에 있다.

## 운행편
다음 서비스는 트린에서 정차한다.
- 레기오익스프레스 : 디젠티스/무쉬테와 스쿠올-타라스프 사이를 매시간 운행
- 레기오 : 디젠티스/무쉬테와 쿠어 또는 스쿠올-타라스프 간의 제한된 운행

## 갤러리

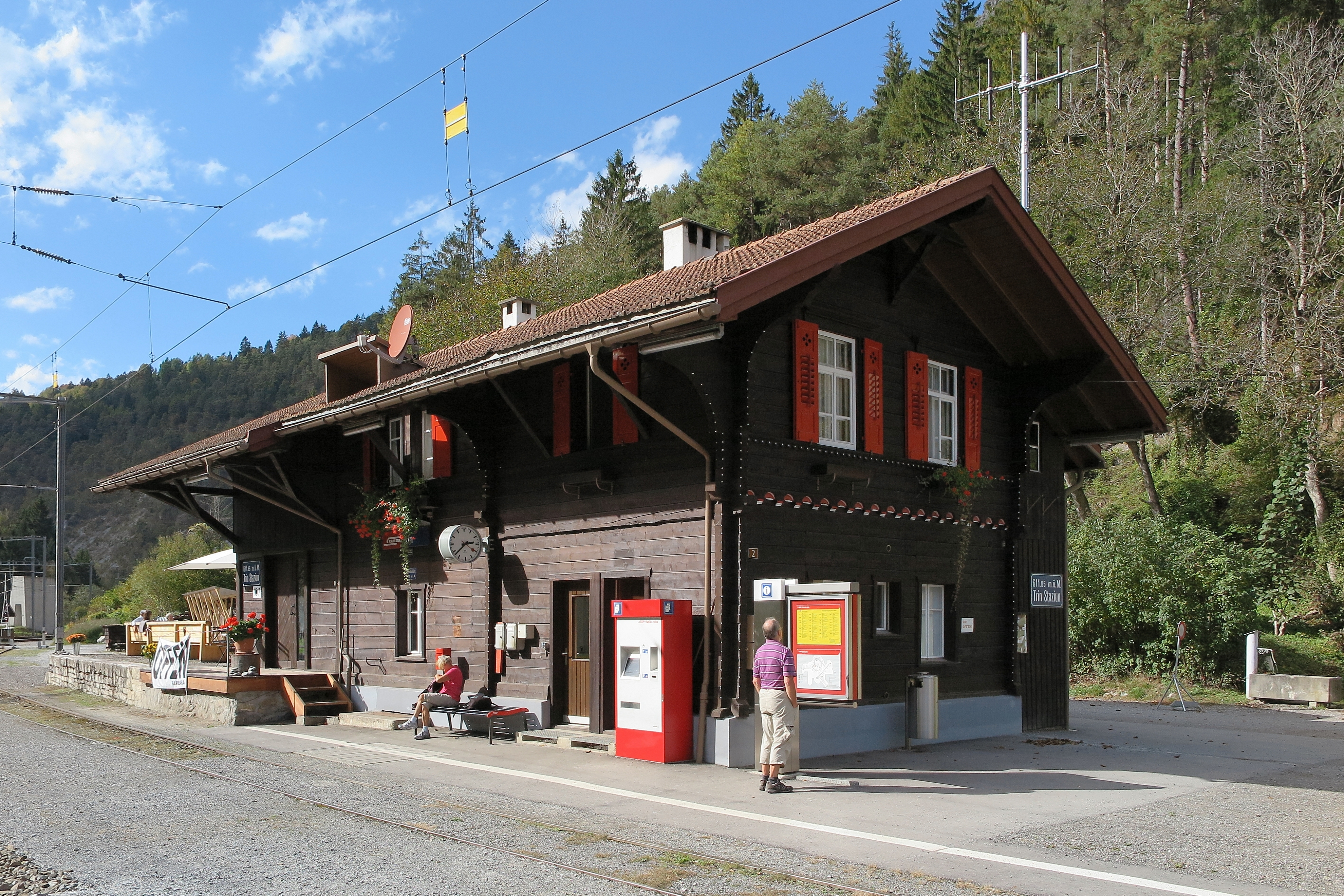
역사
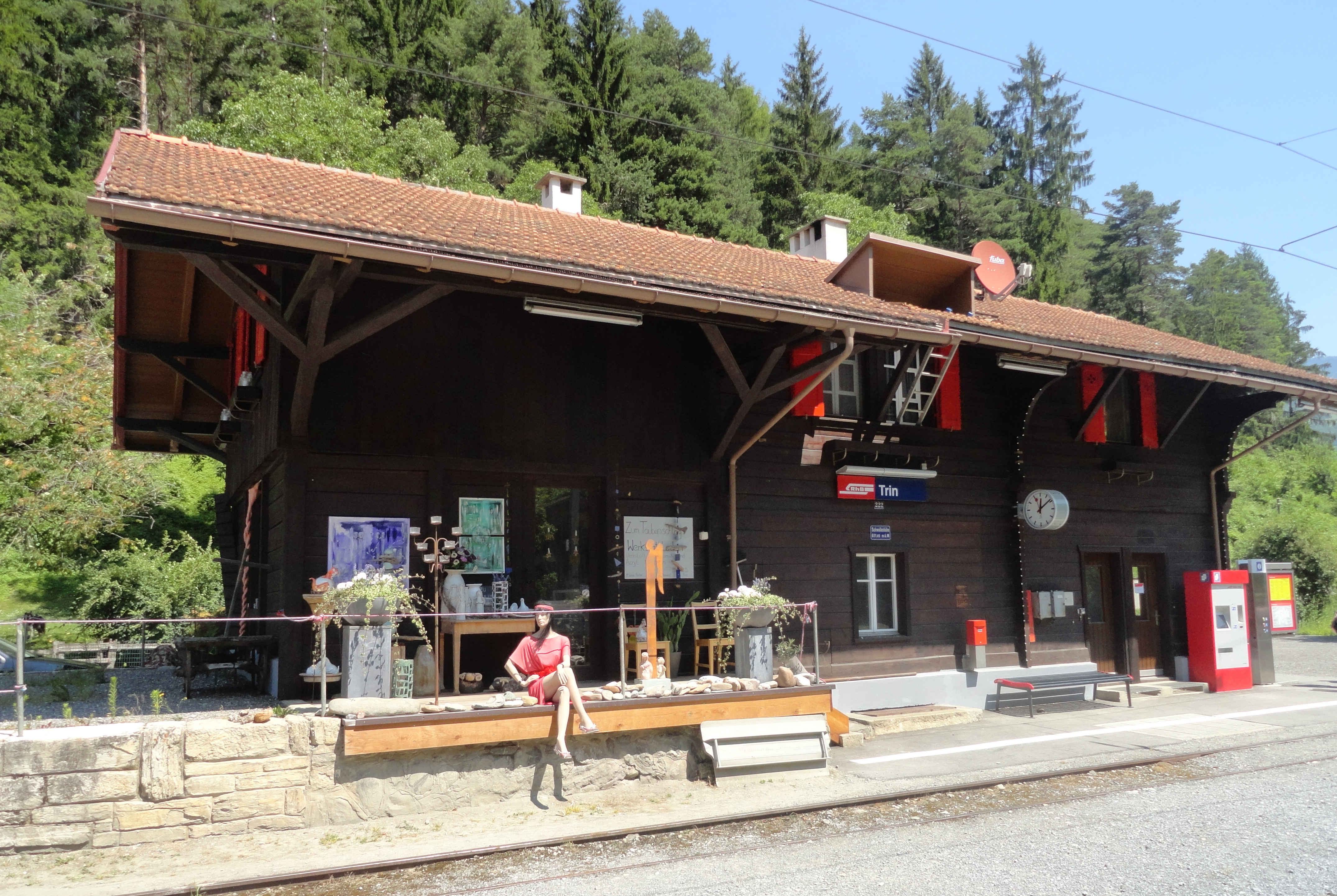
역사에서의 활동
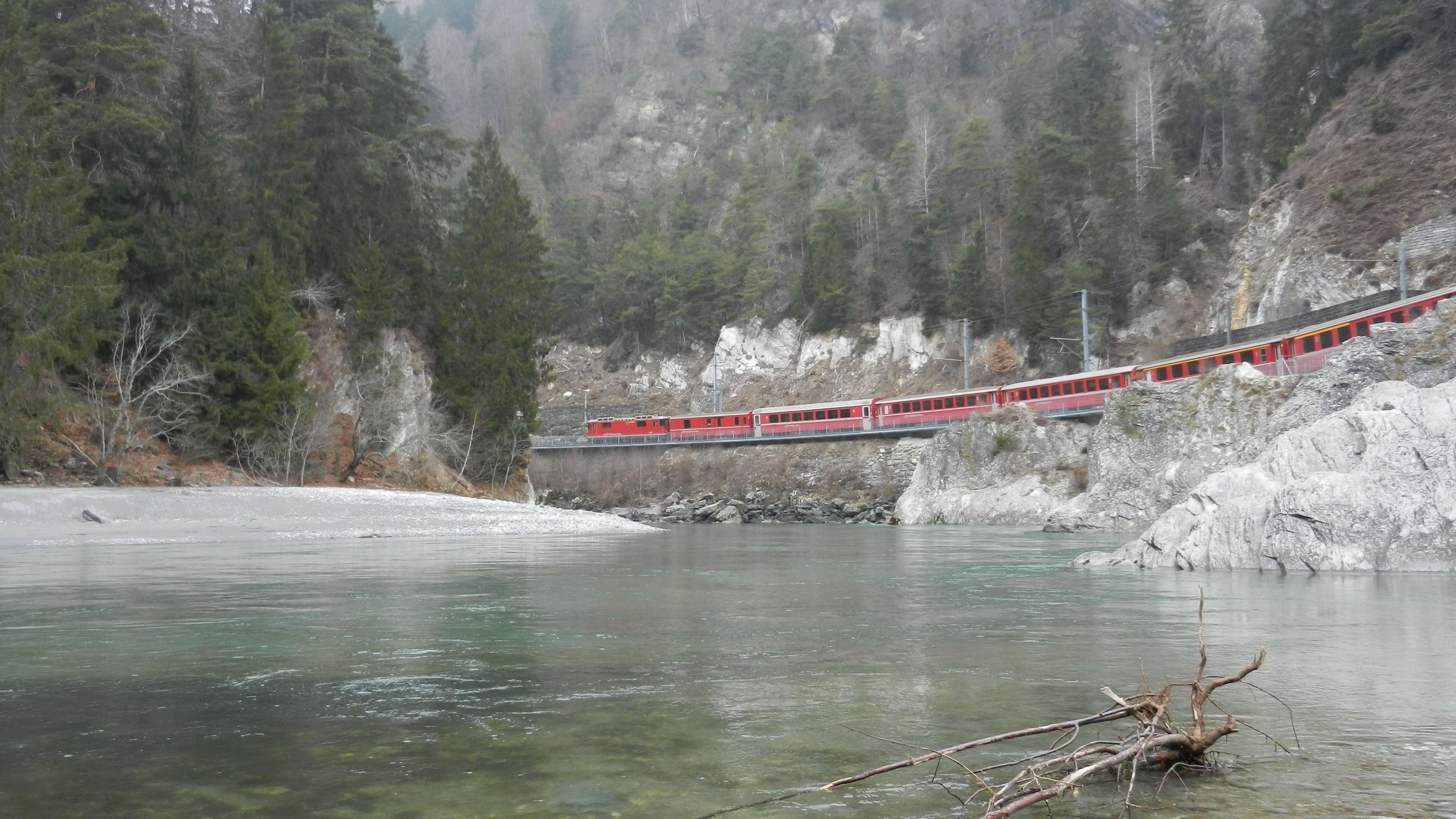
루이놀타를 통과하는 차량